# Janika Derks
Janika Derks (* 5. Juli 1990) ist eine deutsche Voltigiererin. Mit der Mannschaft des Team Neuss wurde sie mehrfach Europa- und Weltmeisterin.

## Sportliche Leistungen
Als Mitglied des Team Neuss ist sie eine der erfolgreichsten deutschen Voltigiererinnen. Bei nationalen und internationalen Wettkämpfen errang sie zahlreiche Medaillen sowohl in der Mannschaft, als auch im Einzel und auch im Pas de deux genannten Doppel, zusammen mit ihrem Mannschafts-Kollegen Johannes Kay.
Bereits mit 16 Jahren wurde sie bei den Weltreiterspielen 2006 in Aachen Weltmeisterin: Sie gewann Gold im Mannschaftswettbewerb als Teil des Team Neuss. Bei der Weltmeisterschaft im Voltigieren 2012 holte sie Mannschafts-Silber, zwei Jahre später bei den Weltreiterspielen 2014 in Caen gab es erneut Gold für die Equipe. Zusammen mit dem Team Neuss wurde sie jeweils Mannschafts-Europameisterin in den Jahren 2011, 2013 und 2015.
In den folgenden Jahren trat Derks meist im Einzel und Doppel für das Team Neuss an. Bei den Weltmeisterschaften 2016 belegte sie im Einzel den vierten Platz, zusammen mit Johannes Kay erreichte sie im Pas de Deux die Silbermedaille. 2017 gewann sie die Einzelwertung beim prestigeträchtigen CHIO Aachen. Bei den Weltmeisterschaften in Tryon gewann sie im Einzel die Silbermedaille und zusammen mit Johannes Kay die Bronzemedaille im Pas de Deux. Im gleichen Jahr wurde sie zusammen mit Johannes Kay auch deutsche Meisterin im Doppel.
Für ihre sportlichen Erfolge wurde sie am 3. November 2017 mit dem Silbernen Lorbeerblatt ausgezeichnet.

## Privatleben
Janika Derks ist gelernte Physiotherapeutin und lebt mit ihrer Familie in Köln. Sie ist Mitglied des RSV Neuss-Grimlinghausen.